# Mustaghanim
Mustaghanim (arab. مستغانم, fr. Mostaganem) – miasto portowe w północno-zachodniej Algierii, ośrodek administracyjny wilajetu Mustaghanim, nad Morzem Śródziemnym.
Ośrodek regionu rolniczego; uprawiane głównie warzywa, winorośle, zboża. Rozwinięty przemysł cukrowniczy, tytoniowy, elektrotechniczny, metalurgiczny, meblarski, cementowy, rybołówstwo. Również wywóz produktów rolnych.
Liczba ludności w poszczególnych latach:
| 1966   | 1988    | 2008    |
| ------ | ------- | ------- |
| 63 200 | 130 288 | 145 696 |

## Miasta partnerskie
- Perpignan